# Andreaea robusta
Andreaea robusta là một loài rêu trong họ Andreaeaceae. Loài này được Broth. mô tả khoa học đầu tiên năm 1912.